# John Williams (kompozytor)

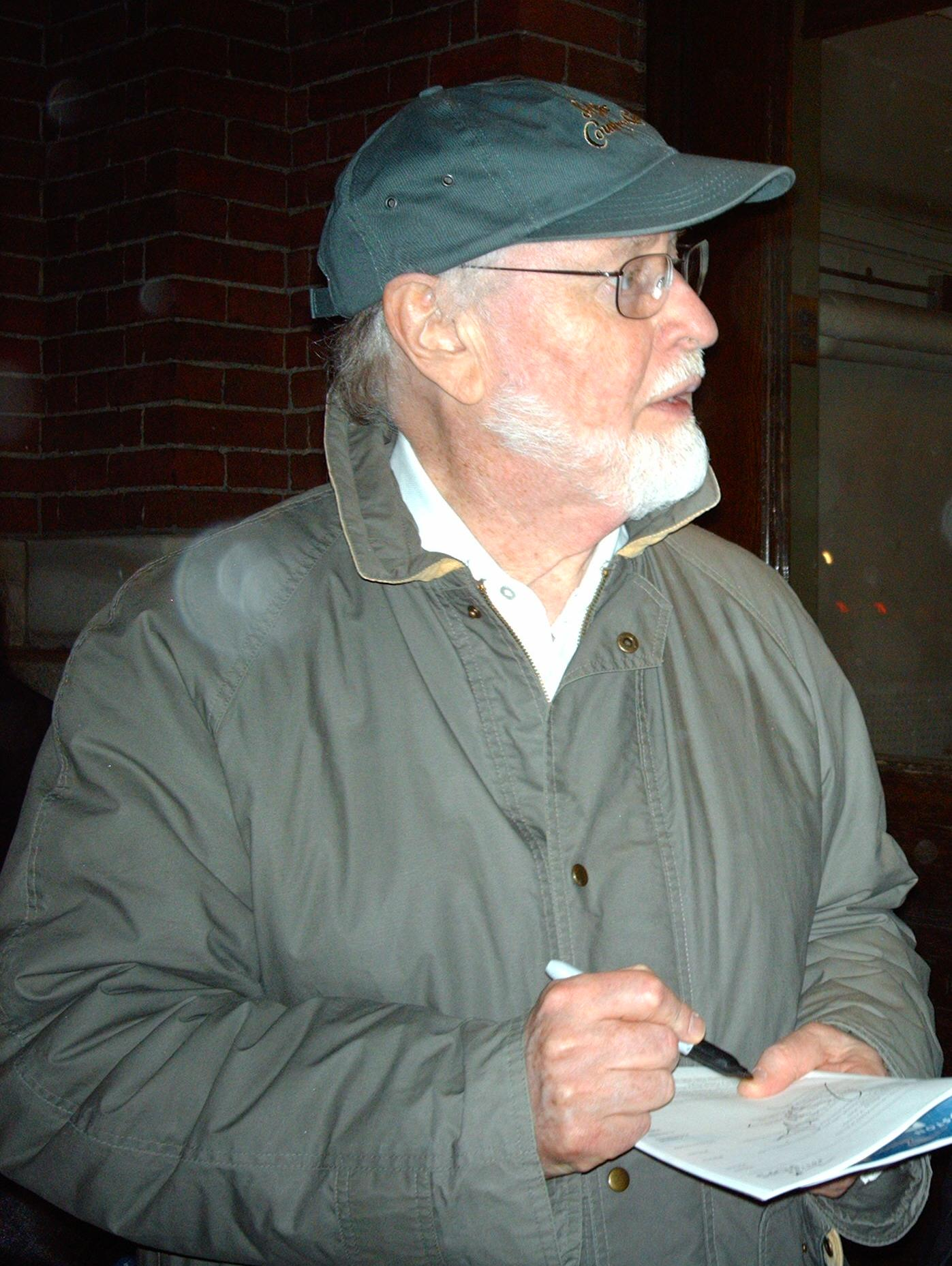
Williams rozdający autografy po koncercie

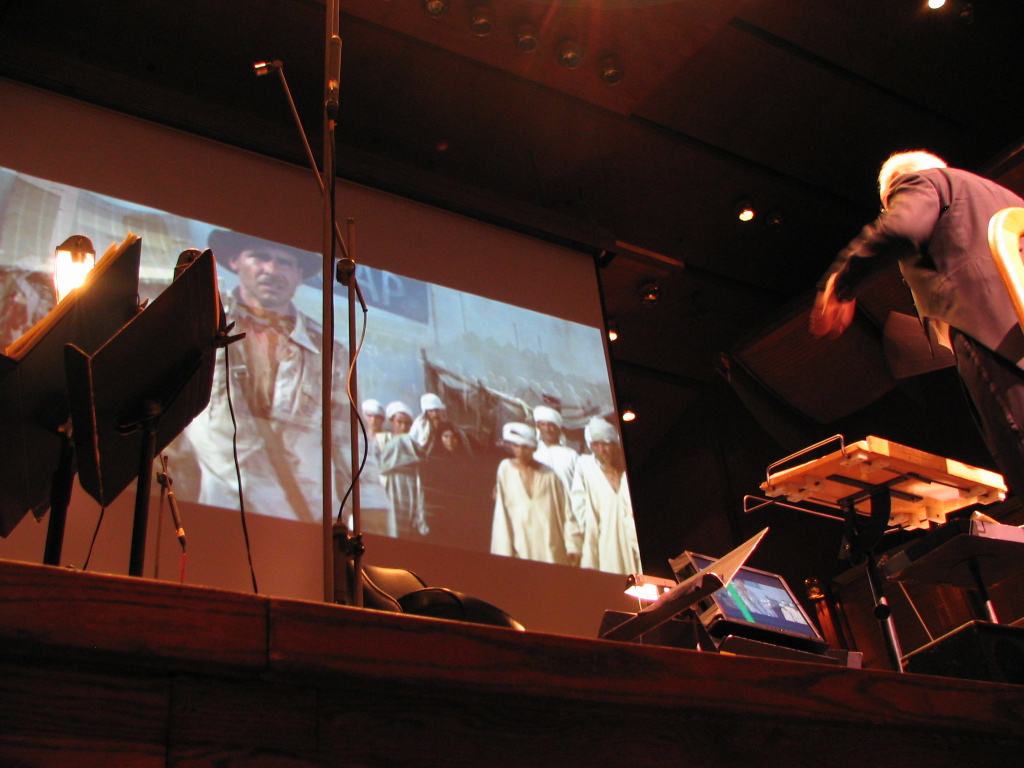
Nagrywanie podkładu muzycznego do filmu Poszukiwacze zaginionej Arki – dyryguje twórca muzyki, John Williams, w tle kadr z filmu

John Towner Williams (ur. 8 lutego 1932 w Nowym Jorku) – amerykański kompozytor, głównie muzyki filmowej, dyrygent i pianista. Stworzył muzykę do ponad stu filmów.
W początkach swojej działalności tworzył głównie muzykę do filmów telewizyjnych. Później pojawiło się wiele produkcji, do których Williams skomponował muzykę m.in. Szczęki, a następnie Gwiezdne wojny. Napisał też muzykę do pierwszych dwóch filmów z serii Jurassic Park oraz do trzech pierwszych części ekranizacji książek o Harrym Potterze. 
Otrzymał 54 nominacje do Oscara, a laureatem tej nagrody został pięciokrotnie (za muzykę do filmów: Lista Schindlera, Szczęki, E.T., Gwiezdne wojny, część IV: Nowa nadzieja oraz adaptację musicalu Skrzypek na dachu). Otrzymał także wiele innych prestiżowych nagród, m.in. Saturna oraz dwadzieścia cztery statuetki Grammy, cztery Złote Globy czy siedem nagród BAFTA. W 2009 został odznaczony przez ówczesnego prezydenta Baracka Obamę Narodowym Medalem Sztuki.
Podczas swojej kariery wielokrotnie współpracował z Londyńską Orkiestrą Symfoniczną.
Jego syn Joseph jest wokalistą zespołu rockowego Toto.

## Filmografia
| 1953-1962 - General Electric Theater 1957-1962 - Tales of Wells Fargo 1957-1960 - M Squad 1957-1962 - Bachelor Father 1957-1965 - Wagon Tarin 1959 - Daddy-O 1960 - I Passed for White - Because They’re Young 1961 - Stark Fear - Bachelor Flat - The Secret Ways 1962 - Diamond Head - Flashing Spikes 1963 - Gidget Goes to Rome 1964 - Zabójcy - Nightmare in Chicago 1965 - John Goldfarb, Please Come Home - The Katherine Reed Story - Najodważniejsi z wrogów 1966 - Niezwyciężony Bill - Penelope - Nie z moją żoną! - The Rare Breed - Jak ukraść milion dolarów 1967 - Dolina lalek - Fitzwilly - Przewodnik żonatego mężczyzny 1968 - Sierżant Ryker - Storia di una donna 1969 - Koniokrady - Daddy’s Gone a Hunting - Do widzenia, panie Chips 1970 - Jane Eyre 1971 - Kowboje - Skrzypek na dachu - The Screaming Woman 1972 - Pete i Tillie - Obrazy - Tragedia „Posejdona” 1973 - Przygody Tomka Sawyera - Papierowe łowy - Przepustka dla marynarza - Długie pożegnanie - Człowiek, który kochał Tańczącą Kotkę 1974 - Sugarland Express - Conrack - Trzęsienie ziemi - Płonący wieżowiec 1975 - Szczęki - Akcja na Eigerze 1976 - Bitwa o Midway - Intryga rodzinna - Przełomy Missouri - Czarna niedziela 1977 - Bliskie spotkania trzeciego stopnia - Gwiezdne wojny: część IV – Nowa nadzieja 1978 - Star Wars Holiday Special - Szczęki 2 - Superman - Furia 1979 - Dracula - 1941 1980 - Gwiezdne wojny: część V – Imperium kontratakuje - Serce robota - Poszukiwacze zaginionej Arki | 1982 - Tak, Giorgio - Monsignor - E.T. 1983 - Gwiezdne wojny: część VI – Powrót Jedi 1984 - Indiana Jones i Świątynia Zagłady - Rzeka 1985 - Niesamowite historie 1986 - Kosmiczny obóz 1987 - Imperium słońca - Czarownice z Eastwick 1988 - Przypadkowy turysta 1989 - Indiana Jones i ostatnia krucjata - Urodzony 4 lipca - Na zawsze 1990 - Stanley i Iris - Kevin sam w domu 1991 - JFK - Hook 1992 - Za horyzontem - Kevin sam w Nowym Jorku 1993 - Park Jurajski - Lista Schindlera 1995 - Sabrina - Nixon 1996 - Uśpieni 1997 - Siedem lat w Tybecie - Amistad - Rosewood (film) - Zaginiony świat: Jurassic Park 1998 - Mamuśka - Szeregowiec Ryan 1999 - Gwiezdne wojny: część I – Mroczne widmo - Prochy Angeli - Unfinished Journey 2000 - Patriota 2001 - Harry Potter i Kamień Filozoficzny - A.I. Sztuczna inteligencja - Park Jurajski III 2002 - Gwiezdne wojny: część II – Atak klonów - Raport mniejszości - Złap mnie, jeśli potrafisz - Harry Potter i Komnata Tajemnic 2004 - Terminal - Harry Potter i więzień Azkabanu 2005 - Gwiezdne wojny: część III – Zemsta Sithów - Wojna światów - Monachium - Wyznania gejszy 2008 - Indiana Jones i Królestwo Kryształowej Czaszki 2011 - Przygody Tintina - Czas wojny 2012 - Lincoln 2013 - Złodziejka książek 2015 - Gwiezdne wojny: Przebudzenie Mocy 2016 - BFG: Bardzo Fajny Gigant 2017 - Droga koszykówko - Gwiezdne wojny: Ostatni Jedi - Czwarta władza 2018 - Han Solo: Gwiezdne wojny – historie (tylko główny motyw) 2019 - Gwiezdne wojny: Skywalker. Odrodzenie 2022 - Obi-Wan Kenobi (tylko główny motyw) - Fabelmanowie 2023 - Indiana Jones i artefakt przeznaczenia |

### Piosenki
1973
- Nice to Be Around z filmu Przepustka dla marynarza, reż. Mark Rydell (muz. i sł. Paul Williams)

1982
- If We Were in Love z filmu Tak, Giorgio, reż. Franklin J. Schaffner (muz. i sł. Alan Bergman oraz Marilyn Bergman)

1990
- Somewhere in My Memory z filmu Kevin sam w domu, reż. Chris Columbus (muz. i sł. Leslie Bricusse)

1991
- When You’re Alone z filmu Hook, reż. Steven Spielberg (muz. i sł. Leslie Bricusse)

1995
- Moonlight z filmu Sabrina, reż. Sydney Pollack (muz. i sł. Alan Bergman oraz Marilyn Bergman)

## Wybrane nagrody i nominacje
Do 2023 był nominowany do Oscara 53 razy, zdobywając w sumie 5 statuetek. W tymże roku stał się też najstarszą osobą (90 lat), która kiedykolwiek była nominowana do tej nagrody. Rok później pobił swój własny rekord, zdobywając 54 nominację.
- Nagroda Akademii Filmowej
  - Najlepsza muzyka: 1976: Szczęki
  - Najlepsza muzyka: 1977: Gwiezdne wojny: część IV – Nowa nadzieja
  - Najlepsza muzyka: 1983: E.T.
  - Najlepsza muzyka: 1994: Lista Schindlera
  - Najlepsza adaptacja muzyki: 1972: Skrzypek na dachu
- Złoty Glob
  - Najlepsza muzyka: 1976: Szczęki
  - Najlepsza muzyka: 1978: Gwiezdne wojny: część IV – Nowa nadzieja
  - Najlepsza muzyka: 1983: E.T.
  - Najlepsza muzyka: 2006: Wyznania gejszy
- Nagroda BAFTA
  - Najlepsza muzyka: 1976: Szczęki, Płonący wieżowiec
  - Najlepsza muzyka: 1979: Gwiezdne wojny: część IV – Nowa nadzieja
  - Najlepsza muzyka: 1981: Gwiezdne wojny: część V – Imperium kontratakuje
  - Najlepsza muzyka: 1983: E.T.
  - Najlepsza muzyka: 1989: Imperium słońca
  - Najlepsza muzyka: 1994: Lista Schindlera
  - Najlepsza muzyka: 2006: Wyznania gejszy
- Nagroda Emmy
  - Najlepsze osiągnięcie w dziedzinie kompozycji muzycznej: 1969: Heidi
  - Najlepsze osiągnięcie w dziedzinie kompozycji muzycznej – program specjalny: 1972: Jane Eyre
  - Najlepsza muzyka do czołówki: 2009: Great Performances
- Nagroda Grammy
  - Najlepszy album z oryginalną muzyką napisaną do filmu lub specjalnego programu TV: 1976: Szczęki
  - Najlepszy album z oryginalną muzyką napisaną do filmu lub specjalnego programu TV: 1978: Gwiezdne wojny: część IV – Nowa nadzieja
  - Najlepszy album z oryginalną muzyką napisaną do filmu lub specjalnego programu TV: 1979: Bliskie spotkania trzeciego stopnia
  - Najlepszy album z oryginalną muzyką napisaną do filmu lub specjalnego programu TV: 1980: Superman
  - Najlepszy album z oryginalną muzyką napisaną do filmu lub specjalnego programu TV: 1981: Gwiezdne wojny: część V – Imperium kontratakuje
  - Najlepszy album z oryginalną muzyką napisaną do filmu lub specjalnego programu TV: 1982: Poszukiwacze zaginionej Arki
  - Najlepszy album z oryginalną muzyką napisaną do filmu lub specjalnego programu TV: 1983: E.T.
  - Najlepsza instrumentalna kompozycja do filmu kinowego lub telewizyjnego: 1995: Lista Schindlera
  - Najlepsza instrumentalna kompozycja do filmu kinowego lub telewizyjnego: 1999: Szeregowiec Ryan
  - Najlepszy album ze ścieżką dźwiękową: 2007: Wyznania gejszy